# Amerila niveivitrea
Amerila niveivitrea är en fjärilsart som beskrevs av Max Bartel 1903. Amerila niveivitrea ingår i släktet Amerila och familjen björnspinnare. Inga underarter finns listade i Catalogue of Life.